# Erannis nigra
Erannis nigra är en fjärilsart som beskrevs av Scholz 1947. Erannis nigra ingår i släktet Erannis och familjen mätare. Inga underarter finns listade i Catalogue of Life.